# Pułk Strzelców Pieszych
Pułk Strzelców Pieszych (p. strz. piesz.) – zmotoryzowany oddział piechoty Wojska Polskiego.

## Historia pułku
Pułk Strzelców Pieszych został sformowany w Rembertowie na podstawie rozkazu Departamentu Dowodzenia Ogólnego Ministerstwa Spraw Wojskowych L.8063/Org.Tjn.39 z 13 lipca 1939 roku, w składzie Warszawskiej Brygady Pancerno-Motorowej, jako jednostka organizacyjna piechoty, a organiczny pluton czołgów rozpoznawczych pułku, jako jednostka organizacyjna broni pancernych.
Jednostka organizowana była od podstaw, na bazie Centrum Wyszkolenia Piechoty i jego batalionu manewrowego (3 Batalion Strzelców). W pierwotnych założeniach, to właśnie 3 Batalion Strzelców miał zostać zmotoryzowany i występować w podwójnej roli - batalionu manewrowego CWPiech. i batalionu piechoty brygady pancerno-motorowej.
Do organizacji pułku przystąpiono w oparciu o etat pokojowy, wzorowany na etacie obowiązującym w pułkach 10 Brygady Kawalerii. W drugiej połowie sierpnia 1939 roku opracowany został etat wojenny oddziału, większy o 1/4 od etatu pokojowego. Odpowiedzialnym za organizację jednostki został komendant CWPiech., generał brygady Bruno Olbrycht. Na dowódcę pułku i jego zastępcę wyznaczeni zostali wykładowcy centrum, podpułkownicy Zenon Wzacny i Otton Zieliński.
W czasie kampanii wrześniowej 1939 roku pułk walczył w składzie macierzystej Warszawskiej Brygady Pancerno-Motorowej.

## Organizacja wojenna i obsada personalna pułku
dowództwo

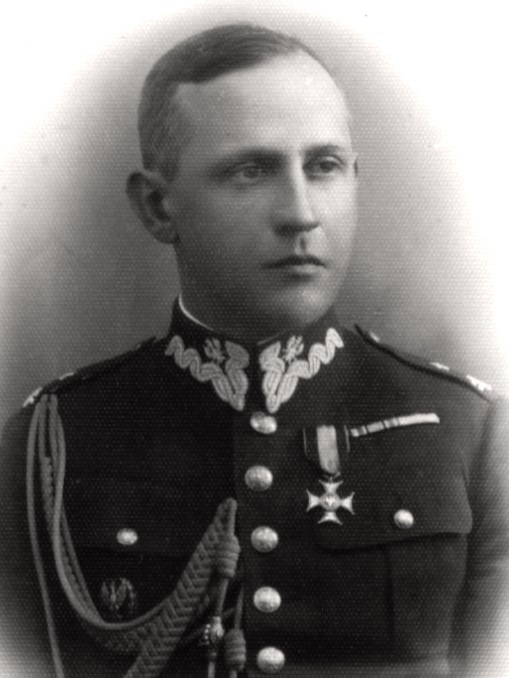
Ppłk dypl. Zenon Wzacny (przed 1934)

- dowódca – ppłk dypl. Zenon Wzacny (1896–1956)
- I zastępca dowódcy – ppłk Otton Włodzimierz Zieliński
- oficer sztabowy („ukryty dowódca batalionu”) – mjr Henryk Otton Jiruszka
- adiutant – por. Czesław Kazimierz Radomiński
- oficer informacyjny – kpt. Konstanty Gębalski[3]
- oficer ordynansowy – por. rez. Władysław Piotrowski
- kwatermistrz – mjr Włodzimierz Andrzej Latawiec
  - oficer ewidencji personalnej – kpt. Ludwik Wiśniewski
  - oficer techniczny – kpt. br. panc. Bronisław Piotrowski († 18 IX 1939, Tomaszów)
  - naczelny lekarz – por. lek. mgr Antoni Kopeć
  - płatnik – por. int. Piotr Paciorek
  - dowódca plutonu technicznego – NN
  - dowódca plutonu gospodarczo–transportowego – NN
- dowódca kompanii rozpoznawczej – kpt. Józef Horodyski
- dowódca plutonu motocyklistów – por. Władysław Kozal (ranny 18 IX 1939, Tomaszów)
- dowódca plutonu kolarzy – por. Stefan Malanek
- dowódca plutonu czołgów rozpoznawczych TKS – por. br. panc. Mikołaj Murowicki

1 kompania strzelców
- dowódca – kpt. Roman Lech Kania
- dowódca I plutonu – ppor. Aleksander Sinnicki
- dowódca II plutonu – por. Gereon Grzenia-Romanowski
- dowódca III plutonu – ppor. rez. Włodzimierz Skolimowski

2 kompania strzelców
- dowódca – por. Antoni Albin Smoczkiewicz
- dowódca I plutonu – ppor. rez. Stanisław Sosnowski
- dowódca II plutonu – ppor. Czesław Rakowski
- dowódca III plutonu – ppor. rez. Stanisław Janczykowski

3 kompania strzelców
- dowódca 3 kompanii – por. Marian Karol Woźniak
- dowódca I plutonu – ppor. Gerard Nowicki († w 1944 roku)
- dowódca II plutonu – ppor. Stanisław Krystek (ranny 9 IX 1939)
- dowódca III plutonu – ppor. rez. Kazimierz Malanowski[4]

4 kompania strzelców
- dowódca 4 kompanii – por. Ludwik Karol Drąg (ranny 18 IX 1939, Tomaszów Lubelski)
- dowódca I plutonu – ppor. Edward Weber
- dowódca II plutonu – ppor. Alfons Pronobis (ranny 8 IX 1939)
- dowódca III plutonu – ppor. rez. Henryk Zadrożny

kompanii ciężkich karabinów maszynowych i broni towarzyszącej
- dowódca – kpt. Józef Chlipała
- dowódca I plutonu ckm – ppor. Mieczysław Franciszek Wroński[c][wymaga weryfikacji?]
- dowódca II plutonu ckm – ppor. rez. Stefan Maciesza († 18 IX, Tomaszów Lubelski)
- dowódca III plutonu ckm – ppor. rez. Pisarski
- dowódca IV plutonu ckm – ppor. rez. Sawicki
- dowódca I plutonu moździerzy – ppor. Józef Marian Górski
- dowódca II plutonu moździerzy – ppor. por. Henryk Szefer

pododdziały specjalne:
- dowódca plutonu przeciwpancernego – por. Adam Szuba
- dowódca plutonu pionierów – por. Jan Kolenda
- dowódca plutonu łączności – por. Franciszek Sitarz